# Francesco IV. Gonzaga

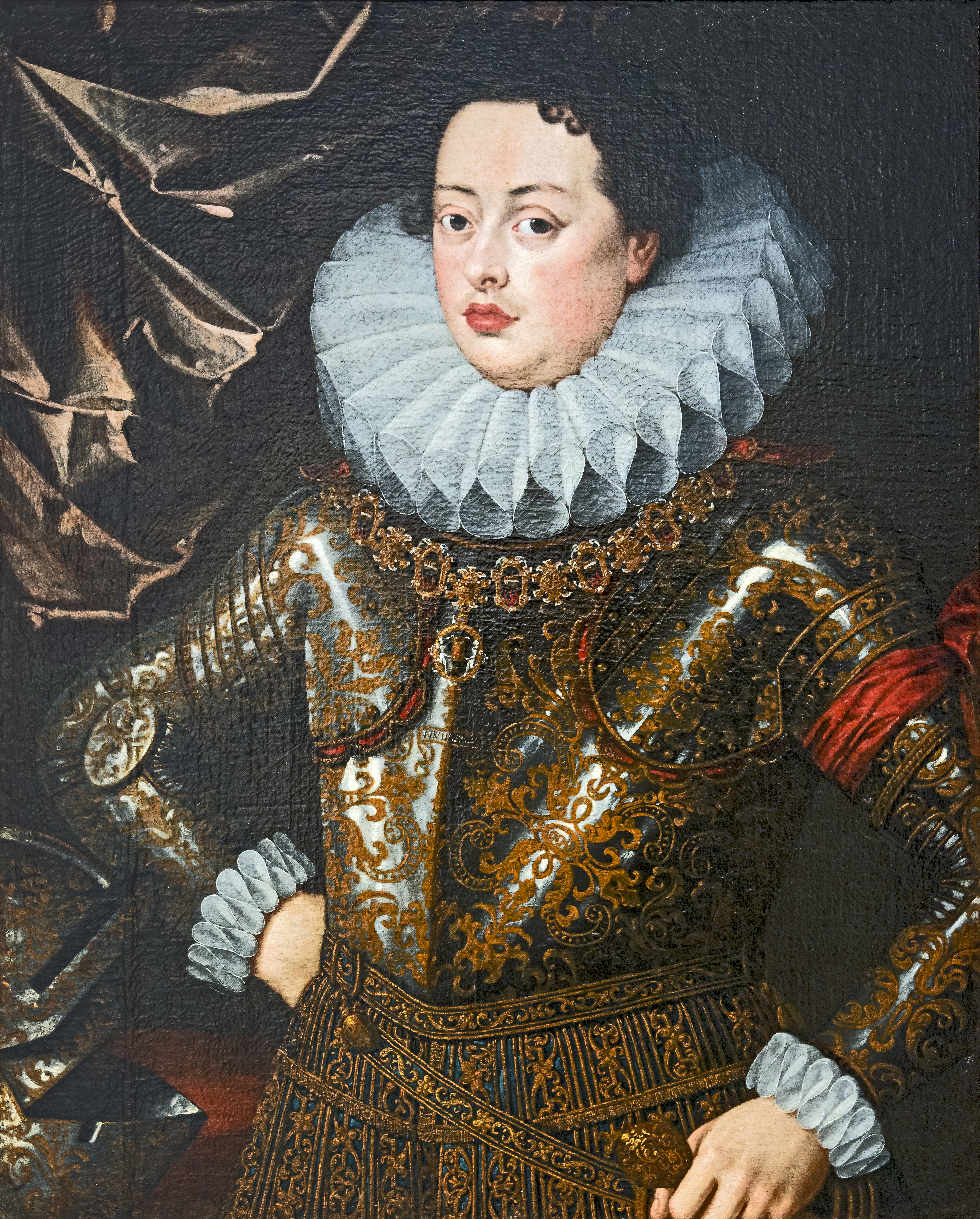
Francesco IV. Gonzaga

Francesco IV. Gonzaga (* 7. Mai 1586 in Mantua; † 22. Dezember 1612 ebenda) war Herzog von Mantua. 
Er war der älteste Sohn des Herzogs Vincenzo I. Gonzaga von Mantua und Montferrat und dessen Nachfolger, als sein Vater am 9. Februar 1612 starb. Zehn Monate später starb Francesco ebenfalls. Da er keinen männlichen Erben hinterließ, ging der Titel auf seinen Bruder, den Kardinal Ferdinando Gonzaga über, der zur Fortführung des Familienbestands aus dem Kirchendienst ausscheiden musste.
Er heiratete am 19. Februar 1608 in Turin Margarete von Savoyen (* 28. April 1589; † 26. Juni 1655), Tochter des Herzogs Carlo Emanuele I., mit der er drei Kinder hatte:
- Maria Gonzaga (* 29. Juli 1609; † 14. August 1660), die Erbin der Herzogtümer Mantua und Montferrat ⚭ 25. Dezember 1627 Carlo II. Gonzaga (1609–1631), Herzog von Nevers und Rethel
- Luigi Gonzaga (* 27. Juni 1611; † 3. August 1612)
- Eleonora Gonzaga (* 12. September 1612; † 13. September 1612)